# کلم سگ (سرده)
کلم سگ (نام علمی: Theligonum) نام یک سرده از تیره روناسیان است.